# Mompha circumscriptella
Mompha circumscriptella é uma espécie de mariposa do gênero Mompha pertencente à família Coleophoridae.